# Organski zakon
Organski zakon je zasebna vrsta zakona kojim se uređuju temeljna ustavna pravila o pravima i slobodama čovjeka i građanina te o ustrojstvu državne vlasti. Po pravnoj snazi je ispod ustava i iznad zakona.
Veća pravna snaga organskih zakon proizlazi iz strože, odnosno kvalificirane većine, kojom se oni donose za razliku od svih ostalih zakona koji se donose natpolovičnom većinom nazočnih zastupnika u zakonodavnom tijelu, odnosno njegovom domu.
Ustav Republike Hrvatske poznaje organske zakone. Prema članku 82. Ustava, organski su zakoni oni kojima se uređuju nacionalna prava koje Zastupnički dom donosi dvotrećinskom većinom glasova svih zastupnika (istom većinom kojom se donosi i mijenja ustav, ali ne prema istom postupku) te zakoni kojima se razrađuju Ustavom utvrđena ljudska prava i temeljne slobode, izborni sustav, ustrojstvo, djelokrug i način rada državnih tijela te ustrojstvo lokalne i područne (regionalne) samouprave, a koje Zastupnički dom donosi većinom glasova svih zastupnika.
U pravnom sustavu Hrvatske postoje i ustavni zakoni od kojih nekoliko ima prirodu organskih zakona. Takvi su Ustavni zakon o pravima nacionalnih manjina iz 2002., raniji ustavni zakoni kojima su se uređivala ustavna jamstva posebnih prava i posebne zaštite etničkih i nacionalnih manjina u Republici Hrvatskoj (1991., 1995. i 2000.); Ustavni zakon o suradnji Republike Hrvatske s Međunarodnim kaznenim sudom iz 1996. i Ustavni zakon o privremenoj spriječenosti Predsjednika Republike Hrvatske. Ustavni sud Republike Hrvatske donio je odluku da ovi ustavni zakoni imaju pogrešan naziv i da su po prirodi organski zakoni, te da njihov pogrešan naziv ne mijenja njihovu pravnu prirodu.